# Hector Dyer
Hector Dyer (* 2. Juni 1910 in Los Angeles, Kalifornien; † 19. Mai 1990 in Fullerton, Kalifornien) war ein US-amerikanischer Leichtathlet, der in den frühen 1930er Jahren als Sprinter in Erscheinung trat.  Sein Trainer war Richard "Dink" Templeton. 

## Biographie
Dyer wuchs in Bakersfield und ab seinem zwölften Lebensjahr in San Francisco auf. Er war ein Einzelkind. Sein Vater war im Ölgeschäft tätig. Seine Mutter trat als Sängerin auf und gab Ballettunterricht. Sein Großvater väterlicherseits, Major William Newton Monroe, war der Gründer von Monrovia. 
Mit dem Sport begann er im Alter von 12 Jahren an der High School in Inglewood. In der Bay League in Santa Monica gewann er sein erstes 50-Yards-Rennen. Als Junior nahm er bei West Coast High School - Wettkämpfen an Staffelläufen teil. Er brachte es auf eine 100-Yards-Bestzeit von 10,4 s. 
Bei den X. Olympischen Spielen 1932 in Los Angeles war er Mitglied der 4-mal-100-Meter-Staffel, die in der Besetzung Frank Wykoff, Bob Kiesel, Emmett Toppino und Schlussläufer Hector Dyer in 40,0 s die Goldmedaille gewann. 
1930 gewann er die IC4A-Meisterschaft über 220 Yards und wurde über 100 Yards Zweiter hinter Ralph Metcalfe. Bei den AAU-Meisterschaften konnte er keinen der vorderen Plätze belegen. 1930 wurde er über 100 Yards Sechster und über 220 Yards Fünfter, 1932 wiederum Fünfter über 200 Meter. Seine Bestzeit über 100 Yards liegt bei 9,5 s.
Hector Dyer studierte Wirtschaftswissenschaften an der Universität Stanford (Abschluss 1931). Nach Beendigung seiner Laufbahn trat er ebenfalls ins Ölgeschäft ein. Zunächst arbeitete er für General Petroleum (heute Mobil Oil) als Belieferer von Tankstellen in Beverly Hills, später – nach seiner Dienstzeit bei der Navy – in verschiedenen Maklerbüros.